# Sigma Xi
Towarzystwo Badań Naukowych Sigma Xi (Sigma Xi: The Scientific Research Society) – międzynarodowe stowarzyszenie non-profit, założone w 1886 roku w Cornell University dla uhonorowania najwybitniejszych przedstawicieli wszystkich dyscyplin naukowych i zainicjowania współpracy pomiędzy nimi. Celem towarzystwa jest wspieranie i promocja oryginalnej pracy naukowej. W tym celu Sigma Xi wydaje magazyn American Scientist, przyznaje granty naukowe wyróżniającym się studentom i sponsoruje różne programy wspierające etykę w badaniach naukowych i w edukacji, a także współpracę międzynarodową.
Duży nacisk kładzie też na badania interdyscyplinarne, współpracę nauki z przemysłem (badania stosowane) oraz rozwój laboratoriów rządowych.
Ponad 200. członków Sigma Xi otrzymało Nagrody Nobla, m.in. Albert Einstein, Enrico Fermi, Linus Pauling, Francis Crick i James Watson.
Obecnie organizacja liczy ok. 60 tys. członków, pochodzących z ponad 100 krajów. Główna siedziba Sigma Xi znajduje się w Research Triangle Park w Karolinie Północnej. Organizacja posiada 500 oddziałów, rozrzuconych po całym świecie, .